# デイヴィッド・R・グード
デイヴィッド・R・グード（英: David R. Goode、1941年1月13日 - ）は、アメリカ合衆国の実業家。
バージニア州ビントンに生まれ、デューク大学とハーバード・ロー・スクールに通学した。主に陸上輸送の持株会社であるノーフォーク・サザン社の元会長、社長、CEOを務めたほか、キャタピラー、デルタ航空、ジョージア・パシフィック、ノーフォーク・サザン鉄道、テキサス・インスツルメンツなどの企業で役員に就いた。1993年以降キャタピラーの責任者であり、またデルタ航空の取締役会にも所属していた。1998年と2005年に業界誌『レイルウェイ・エイジ』によりレイルローダー・オブ・ザ・イヤーにも選ばれた。
2005年、アトランタ中心部もあるノーフォーク・サザン社のオフィス・ビルは彼の名誉を称え彼の名をつけられた。
1994年にノーフォーク・アンド・ウエスタン611および1218の蒸気機関車を終了させたことでも知られている。